# Delphinium maderense
Delphinium maderense é uma espécie de planta com flor pertencente à família Ranunculaceae. 
A autoridade científica da espécie é C.Blanch, tendo sido publicada em Bocagiana 154: 1, no ano de 1992.

## Portugal
Trata-se de uma espécie presente no território português, nomeadamente no Arquipélago da Madeira (ocorre somente na ilha da Madeira).
Em termos de naturalidade é endémica da região atrás referida.

## Protecção
Não se encontra protegida por legislação portuguesa ou da Comunidade Europeia.